# Tempel des Chons (Karnak)

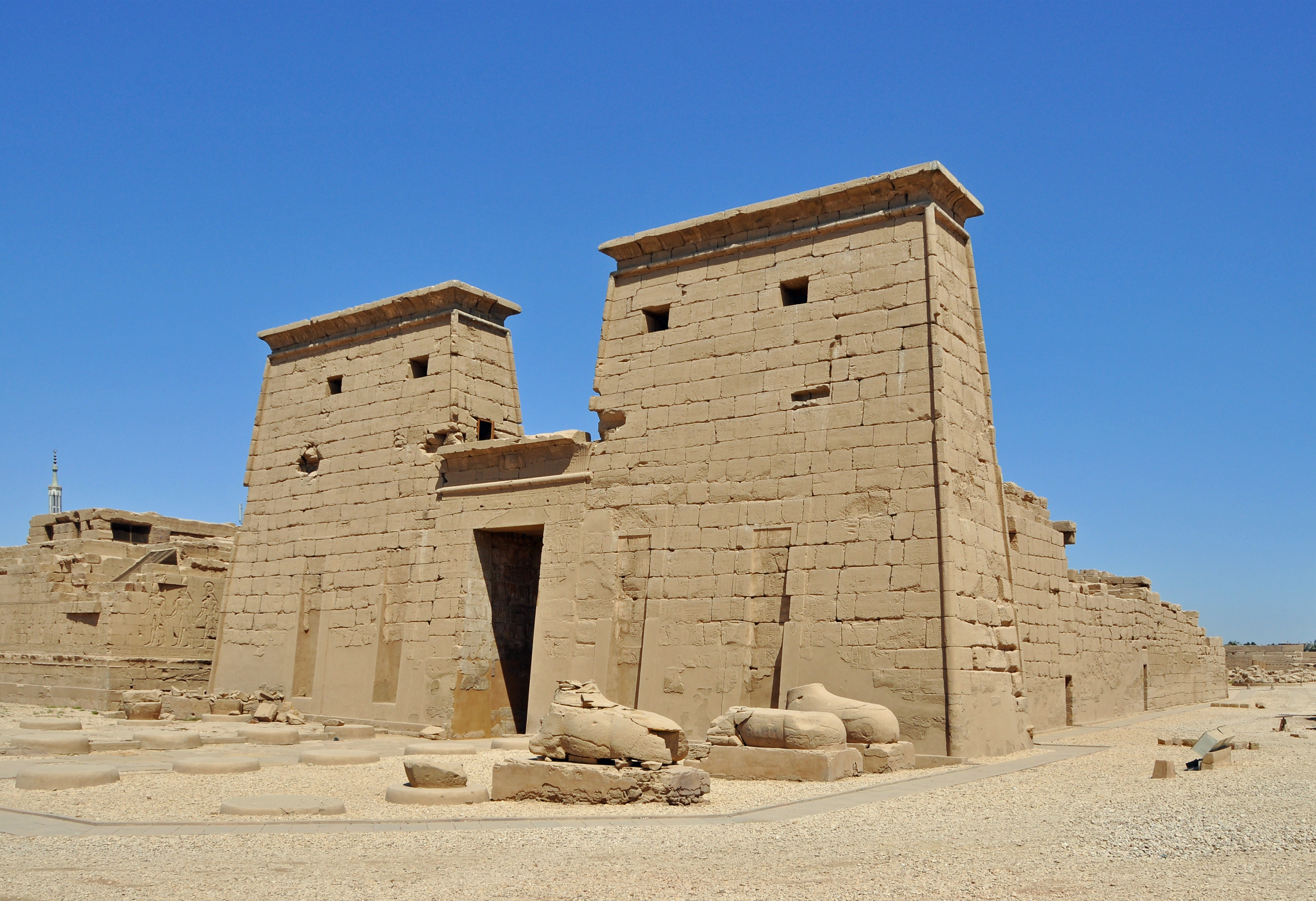
Südansicht des Tempels des Chons

Der Tempel des Chons im oberägyptischen Karnak ist ein innerhalb des Tempelbezirks des Amun-Tempels gelegener, dem ägyptischen Mondgott Chons geweihter Tempel. Er wurde unter Ramses III. errichtet und ist bis heute relativ gut erhalten.

## Geschichte

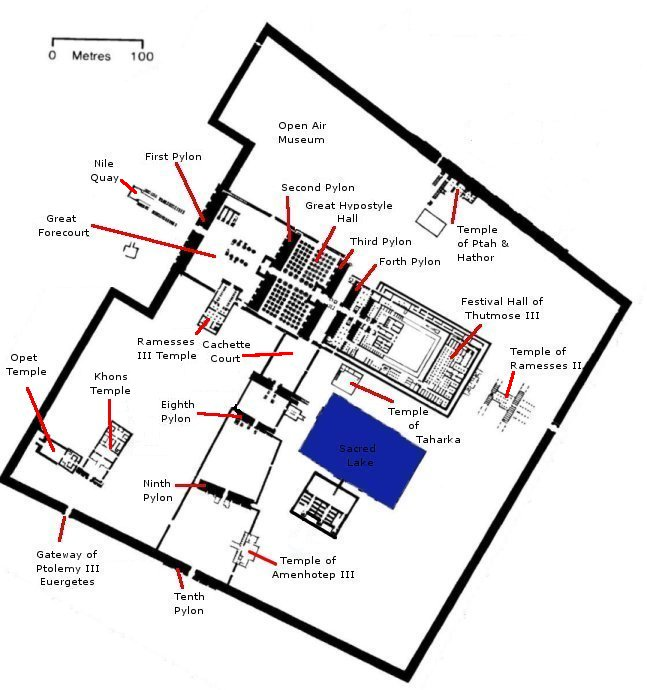
Tempel des Amun-Re von Karnak mit Chons-Tempel im westlichen Bereich (links)

Vermutlich existierte an dieser Stelle ein bereits in der 18. Dynastie erbauter Vorgängertempel, von dem sich allerdings nichts erhalten hat. Lediglich eine Stelle im Papyrus Harris bezieht sich möglicherweise auf diesen ersten Bau.
In der altägyptischen Mythologie war Chons der Sohn des Fruchtbarkeitsgottes Amun und der Göttin Mut, die zu Zeiten von Ramses III. bereits in ausgedehnten Tempelanlagen verehrt wurden. Als Bauplatz wurde die südwestliche Ecke des Tempelbezirks gewählt, sodass der Chons-Tempel genau in der Verlängerung der Prozessionsachse zum 2,5 km entfernten Luxor-Tempel lag, die als Sphingenallee ausgeführt war, ebenso wie die etwas weiter östlich und fast parallel verlaufende Verbindung zwischen dem Amun- und dem Mut-Tempel von Karnak.
In hellenistischer Zeit ließ Ptolemaios III. am von Nektanebos I. erbauten Tor zwei monumentale Pylonen errichten, die das nach seinem Beinamen benannte Euergetes-Tor bilden. Später wurde die Anlage zeitweise verschüttet, in neuerer Zeit aber wieder ausgegraben. Als touristischer Anziehungspunkt blieb der Tempel jedoch stets hinter den deutlichen größeren Anlagen für Amun und Mut zurück.

## Baudetails
Der Chons-Tempel selbst hat eine Gesamtausdehnung von rund 80 Metern Länge (gemessen einschließlich der beiden mächtigen Pylonen, die allerdings erst später angefügt wurden) und eine Breite von rund 30 Metern, wobei die Ausrichtung der Richtung Südsüdwest-Nordnordost folgt. Herzstück der Anlage ist die so genannte „Halle der Barke“, die westlich und östlich je von einer Kapelle umgeben ist. Nach Norden schließt sich ein Raum an, der nach seinem griechischen Analogon Pronaos genannt wurde. In einem Nebenraum an der Nordostecke des Tempels fand sich eine Statue des Osiris, auf einer Bahre liegend zwischen Isis und Nephthys. Südlich an die „Halle der Barke“ schließt sich eine quer zur Palastachse orientierte Säulenhalle (Hypostyl) mit 8 Säulen an. Davor befindet sich ein weiterer, noch größerer Säulenhof (Peristyl), wo 28 in Viererreihen angeordnete Säulen aufgestellt sind. Am südlichen Ende dieses Hofes ließ Nektanebos I. ein Tor erbauen, das sich am Schnittpunkt der Palastachse mit der Einfriedung des Tempelbezirks von Karnak befand.

Tempelbereiche
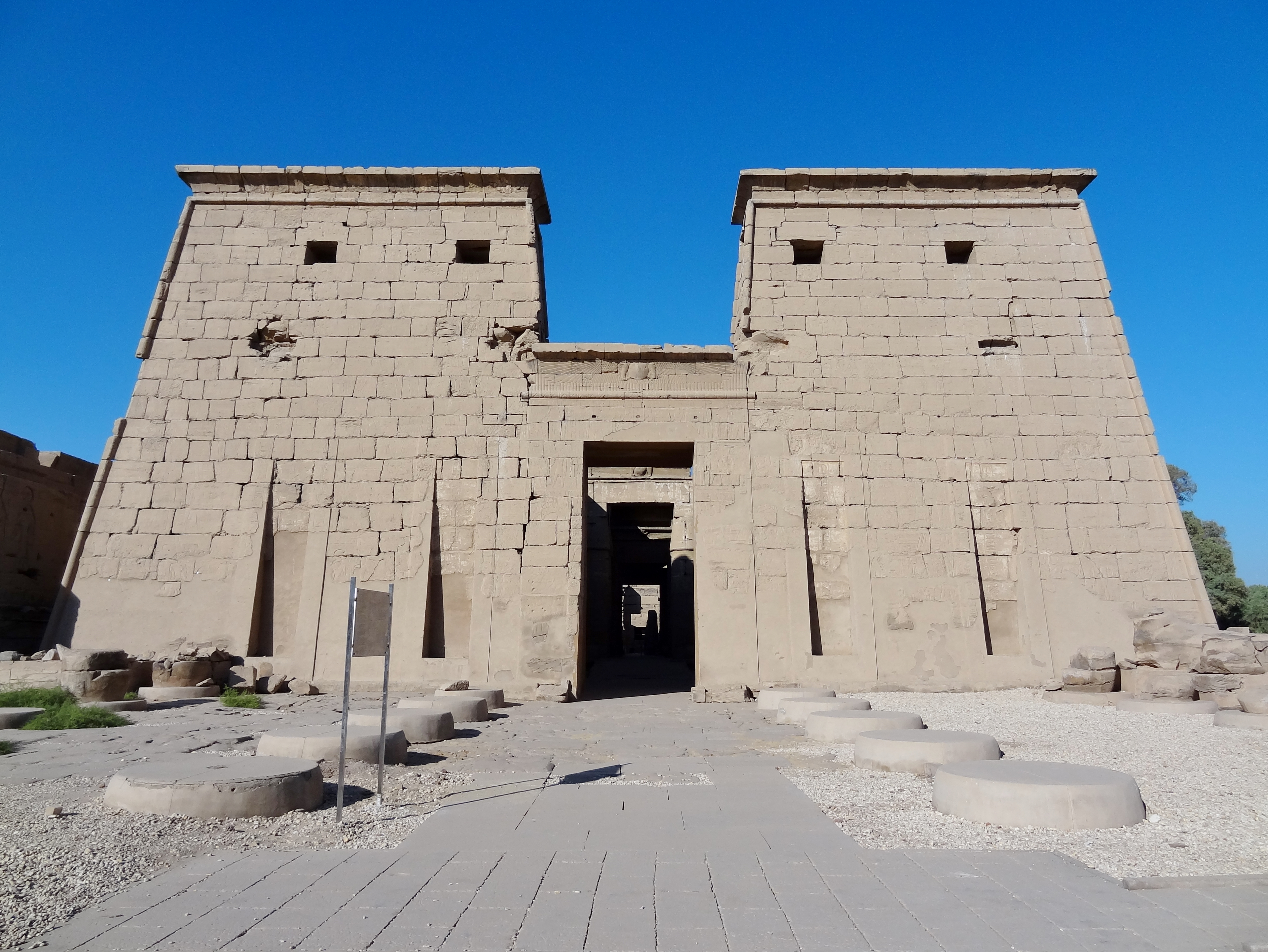
Pylonen des Tempels des Chons
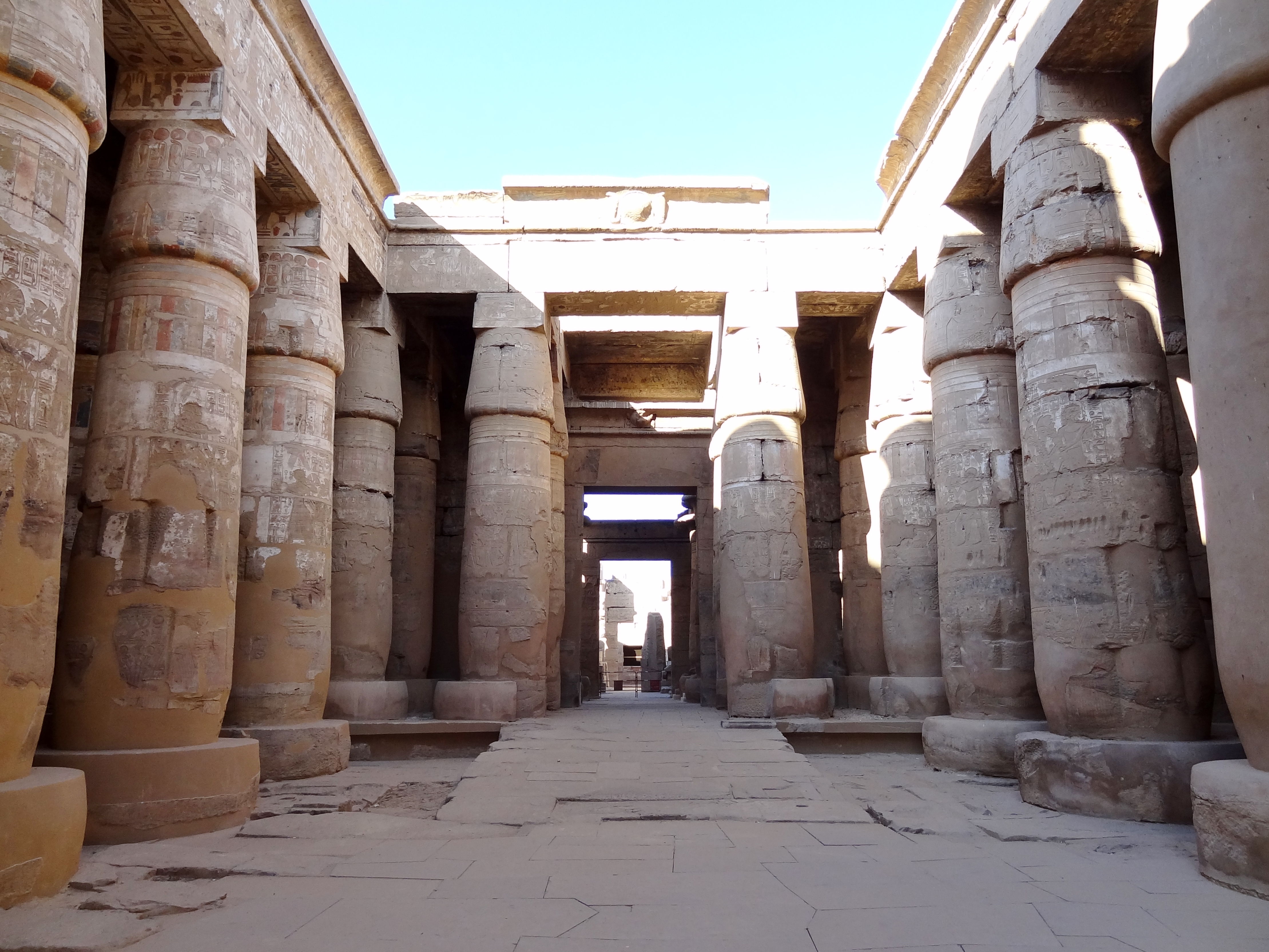
Peristyl des Tempels des Chons
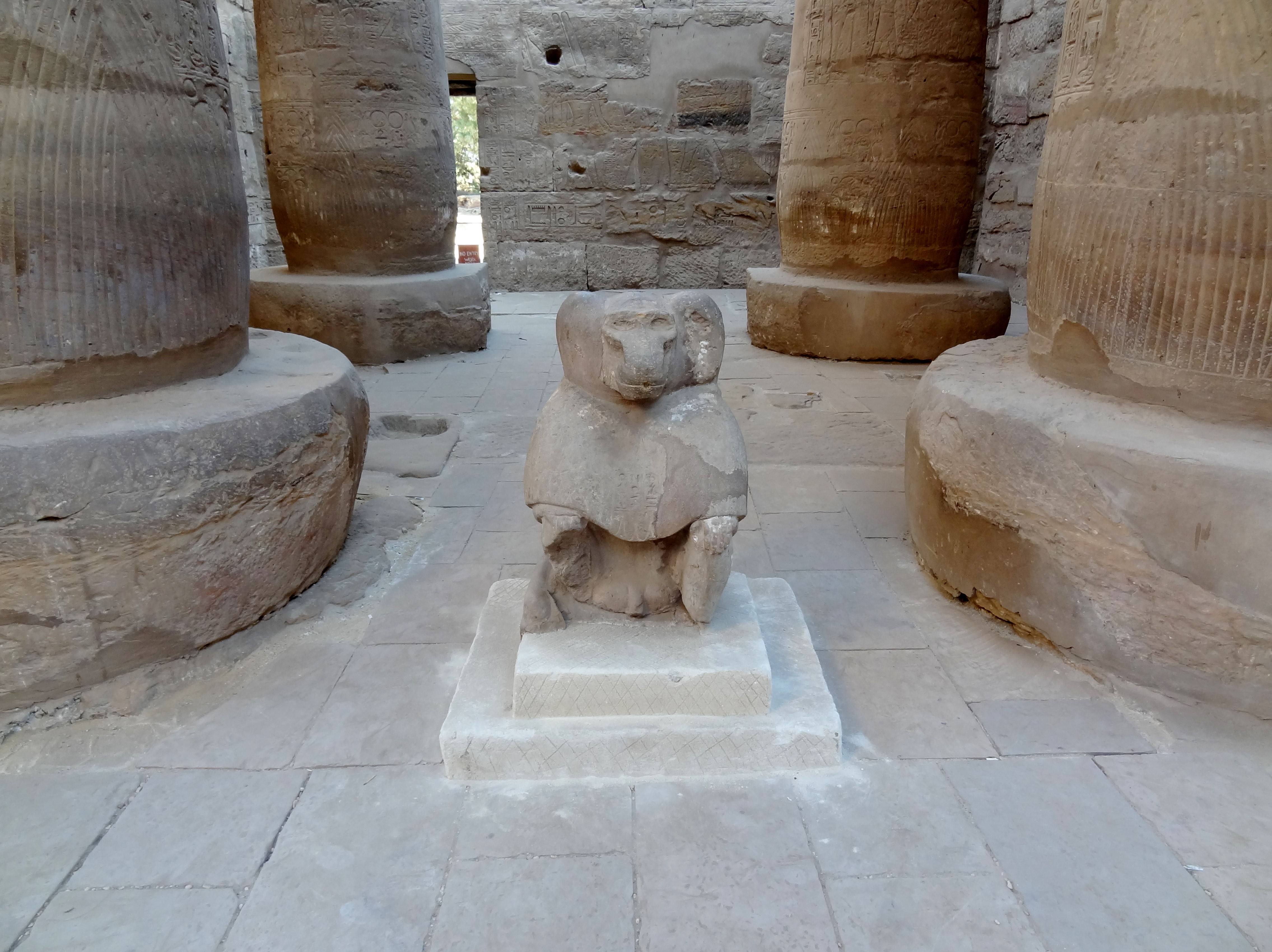
Chons in Gestalt eines Pavians im Hypostyl
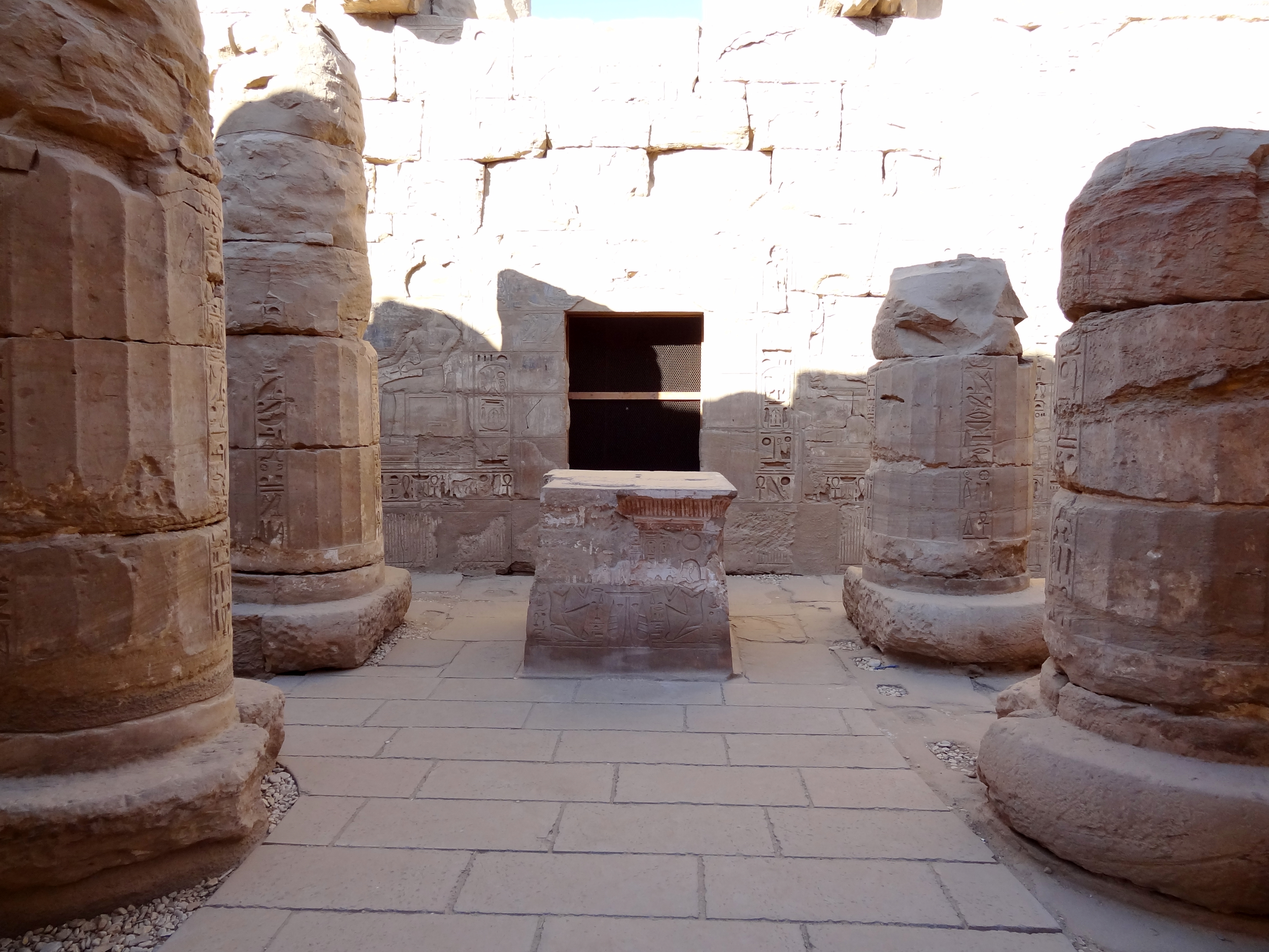
Barkenaltar in der „Halle der Barke“